# Peter-Joachim Rakow
Peter-Joachim Rakow (* 7. Januar 1933 in Adamsdorf) ist ein deutscher Archivar.

## Leben
Peter-Joachim Rakow studierte von 1952 bis 1957 Geschichte und Archivwissenschaft an der Universität Greifswald und am Institut für Archivwissenschaft in Potsdam. Seine Diplomarbeit behandelte Die mecklenburgischen Landtagsprotokolle 1870–1917 und ihr historischer Quellenwert unter besonderer Berücksichtigung des mecklenburgischen Verfassungskonflikts. 1958 trat er in den höheren Archivdienst ein und wurde Wissenschaftlicher Mitarbeiter am Staatsarchiv Schwerin. 1981 wurde er an der Universität Rostock zum Dr. phil. promoviert.
Nach der Ablösung von Archivdirektor Eberhard Voß im Sommer 1991 übernahm er die kommissarische Leitung des Archivs bis zur Berufung von Andreas Röpcke 1994. Von 1988 bis 1994 lehrte er am Fachbereich Geschichte/Archivwissenschaft der Humboldt-Universität Berlin. 1998 trat Rakow in den Ruhestand.
Schwerpunkte seiner Forschungen und Veröffentlichungen sind die mecklenburgischen Verfassungsgeschichte sowie quellen- und archivkundliche Themen. Er war Mitglied der Redaktion des Jahrbuchs für Regionalgeschichte (bis 1991) und der Mecklenburgischen Jahrbücher (seit 2000); 1990 gehörte er zu den Gründungsmitgliedern der Historischen Kommission für Mecklenburg. Dem Verein für mecklenburgische Geschichte und Altertumskunde e.V. gehört er seit dessen Wiederbegründung 1991 an, von 2003 bis 2009 hatte er einen Posten als Stellvertreter im Vorstand inne und wurde 2008 zum Ehrenmitglied gewählt.

## Ehrungen
- 1997 Kulturpreis des Landes Mecklenburg-Vorpommern

## Schriften (Auswahl)
- Für die Arbeiter-und-Bauernmacht. Quellen zum parlamentarischen Kampf der Kommunisten im Landtag von Mecklenburg-Schwerin 1920–1933. Schwerin 1978.
- Staat, Verfassung und Regierung von Mecklenburg-Schwerin im Spannungsfeld von Revolution und Konterrevolution 1848–1850. Ein Beitrag zur Problematik der Machtfrage in der bürgerlichen Umwälzung in Deutschland. 3 Bände, Schwerin 1981 (zugl. Rostock, Univ., Diss., 1981).
- (Bearb.) Die Bestände des Landeshauptarchivs Schwerin. Bd. 1: Urkunden- und Aktenbestände 1158–1945. Landeshauptarchiv, Schwerin 1998.